# マンダリン・オリエンタル・バンコク
マンダリン・オリエンタル・バンコク（Mandarin Oriental Bangkok）は、タイ・バンコクのバーンラック区にある最高級ホテル。旧称はザ・オリエンタル・バンコク（The Oriental Bangkok）。

## 歴史

### バンコク初の西洋風ホテル
1887年にバンコク初の西洋風ホテルとして、バンコクを流れるチャオプラヤー川のほとりにある大使館街の真ん中に作られた（現在もフランス大使館が隣接して建っている他、ポルトガル大使館が近隣に存在している）。
設立以来約130年に及ぶ歴史を誇り、作家のサマセット・モームやジョゼフ・コンラッド、ノエル・カワード、ジェームズ・ミッチナー（これらの4人の名前はスイートルームの名前として残されている）、タイ・シルク王として名高いジム・トンプソンなど数々の著名人が定宿としていたことでも有名である。モームのスィートルームは辻仁成の小説『サヨナライツカ』(2001)で「サマセット・モームがかつてこの部屋を愛し、ここに長期間滞在し、この街をモチーフにした幾つかの作品の創作や構想に明け葬れていたのだ」と紹介され日本でも有名になったが、実際はモームはその部屋でバンコクを舞台にした小説を執筆も構想もしていない。

### 第二次世界大戦前後
第二次世界大戦中の1942年からは、タイ王国の同盟国であった日本の帝国ホテルが経営を委託され運営を行った。しかし1945年8月の第二次世界大戦の終結を受けて帝国ホテルは撤退し、その後の一時期、ジム・トンプソンがこのホテルの共同経営者となり、客室のデザインも行った。

### アジアを代表する最高級ホテル
1974年に、香港に本拠地を置く高級ホテルグループであるマンダリン・オリエンタルホテルグループ（ジャーディン・マセソン・グループの傘下）に買収され、現在に至るまで同グループを代表するホテルとして、また、バンコクやタイのみならず、アジアを代表する最高級ホテルの一つとして君臨し、国内外の賓客や多くのビジネス客、観光客が定宿として訪れている。
マンダリン・オリエンタルホテルグループの傘下になっても永らく「マンダリン・オリエンタル」の名を冠さないで営業を続けてきたが、2008年9月に、「ザ・オリエンタル・バンコク」から「マンダリン・オリエンタル・バンコク」に名称を変更した。

## サービス

### 世界的に高い評価
「1人の宿泊客に対して4人のスタッフがついている」と称されている程の、タイ風のきめ細やかなサービスが世界的に高い評価を受けており、そのサービスは、インスティテューショナル・インベスター誌やコンデナスト・トラベラー誌などの権威ある雑誌による調査で常に世界のトップクラスに選ばれている。
なお、全ての部屋にバトラー・サービスがついている他、チェックインの手続きは全て客室で行われる。また、タイ語や英語が話せない日本人客のために、日本人のホテルマンが複数名常駐している。

### 客室

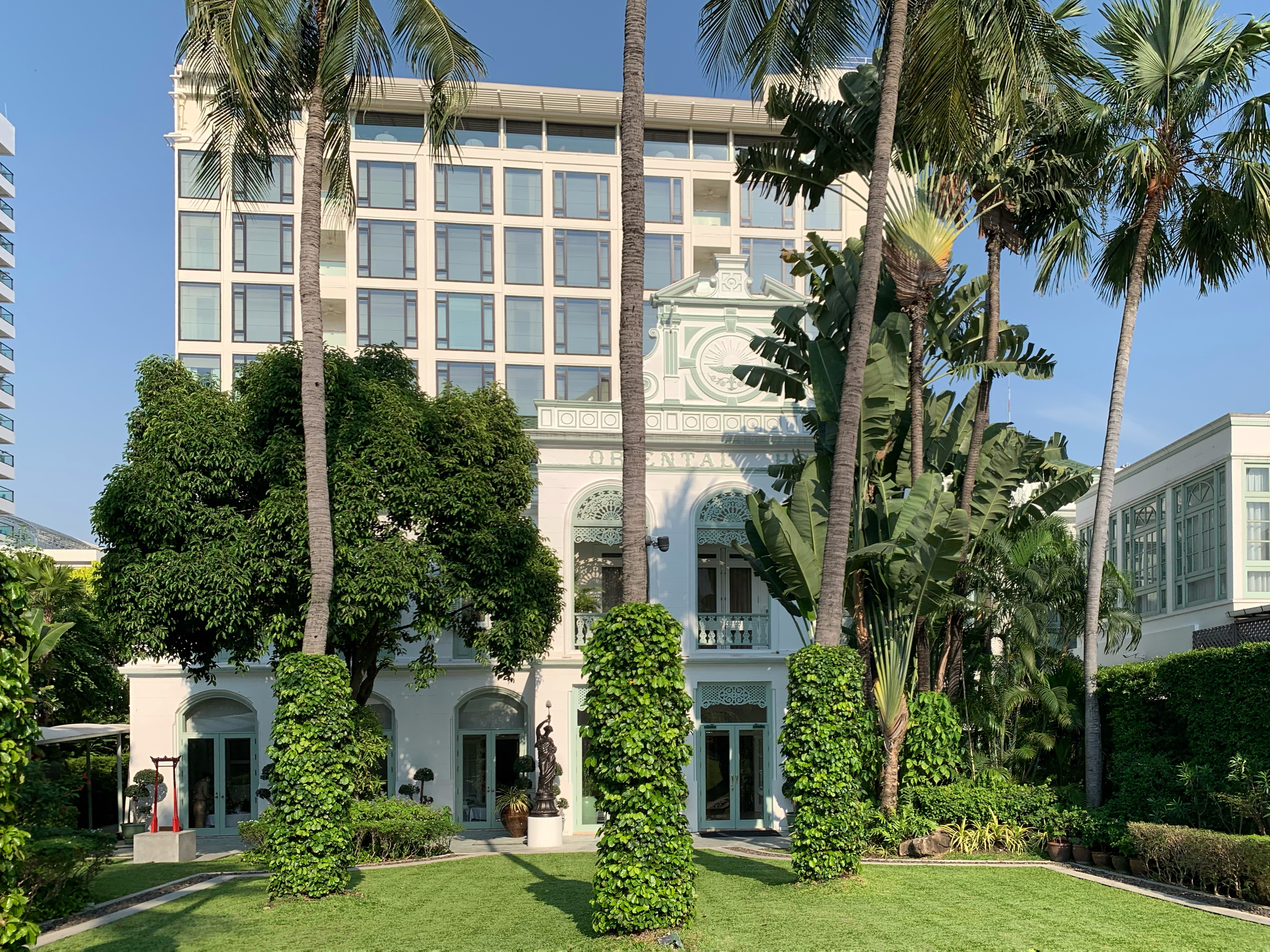
オーサーズ・ウィング

#### 部屋数
- 客室数：358室
- スイート：35室

最低でも35平米以上の広さを確保しており、また、高いサービスの質を実現するために、客室数は「ガーデンウィング」、「リバーウィング」、「オーサーズ・ウィング」の3棟を合わせても計403室だが、比較的客室数は多いほうである。また、「ガーデンウィング」、「リバーウィング」、「オーサーズ・ウイング」を問わず部屋のほとんどがリバービューであり、部屋の中からチャオプラヤー川の流れを楽しむことができる。
特に有名なのがオリエンタル・ホテルのオリジナルの建物、「オーサーズ・ウイング」に位置する「オーサーズ・スイート」で、前世紀にホテルに長期滞在し、執筆活動をしていた著名な作家4人の名前を冠している。また、すべての部屋にはオリジナルのアメニティーが備えられている他、ホテルの紋章の入ったリネン類やスコール時のための傘が用意されている。

## 各施設
客室以外の主な施設として、プールやジム・トンプソン、ルイ・ヴィトンなどのブティック、チャオプラヤー川の対岸に位置するタイ古式舞踊を楽しめる高級レストラン「サラ・リム・ナーム」やタイ料理のクッキング・スクール、タイの文化を学ぶことができるカルチャー・プログラム、高級スパ「ザ・オリエンタル・スパ」の他に、ホテルの歴史を再現した「オーサーズ・ラウンジ」と呼ばれるティーラウンジ、さらにチャオプラヤー川を専用船で下るディナー・クルーズなどが用意されている。なお、これらの施設の多くは宿泊客以外にも開放されているため、バンコク観光に来た観光客の多くが訪れる。

### レストラン/バー
- サラ・リム・ナーム（タイ料理）
- ル・ノルマンディー（フランス料理）
- チャイナ・ハウス（中華料理）
- チャオ（イタリア料理）
- ロード・ジム（シーフード）
- リバーサイド・テラス（ビュッフェ）
- ザ・ヴェランダ（コンチネンタル料理）
- オーサーズ・ラウンジ（ティーラウンジ）
- バンブー・バー（バー&ジャズライブ）

### パーティールーム
5個所のタイ風やヨーロッパ風のボールルームやラウンジ、会議室が各棟内に用意されており、結婚披露宴や各種パーティー、会議などに対応している。

### 「ザ・オリエンタル・スパ」
ホテル内にある「ザ・オリエンタル・スパ」は、アジアで初めての本格的スパで、そのサービスとプライバシーが保たれた静粛な空間が高い評価を受けており、デンマークのフレデリック王太子やボリス・ベッカー、エリザベス・テイラーなどの世界各国のセレブリティが足しげく通うことで有名である。なお、スパの施設はチャオプラヤー川の対岸にあるため、ゲストはホテルが用意した専用ボートに乗って渡って行くことでも有名である。

### 専用ボート

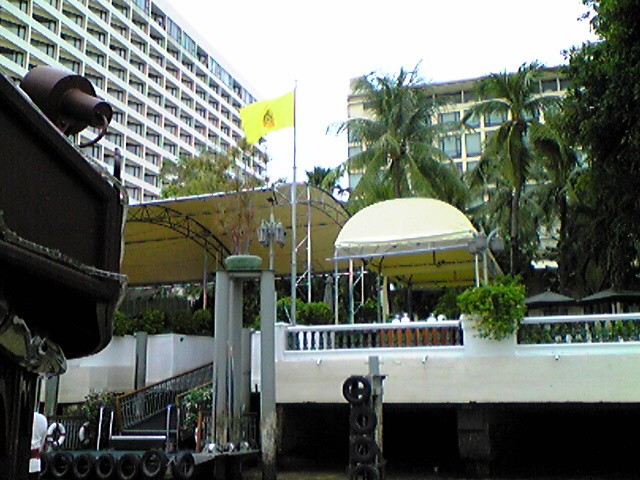
ホテル専用ピア

ホテル前のホテル専用ピアからは、チャオプラヤー川の対岸にある各レストランや「ザ・オリエンタル・スパ」、バンコク・スカイトレインのサパーンタークシン駅に隣接するサートン船着場、ロイヤル・オーキッド・シェラトン・ホテル&タワーズに隣接したバンコク最大のアンティークショッピングモール「リバーシティ」との間に、5-10分間間隔で専用ボートが運航されており、これらの施設の利用客は無料で利用することが可能である。

### ハイヤー
BMW7シリーズやフォルクスワーゲンの7人乗りバンのハイヤーが有償で用意されており、宿泊客はスワンナプーム国際空港やドンムアン空港との間の送迎や時間貸しで利用することが可能である。車内にはミネラルウォーターやおしぼり、英字新聞が用意される。
なお、スワンナプーム空港到着、出発時にはオレンジ色のジャケットを着た専用のスタッフが荷物の運搬から空港内の案内、出国ゲートへの送迎までのサポートを行う。